# Nagyekemezőtelep
Nagyekemezőtelep, román nyelven Colonia Târnava, falu Romániában, Erdélyben, Szeben megyében.

## Fekvése
Medgyestől délnyugatra, Nagyekemező mellett fekvő település.

## Népessége
| 2011 | 585 |
| 2021 | 415 |

## Története
Nagyekemező községhez tartozó falu. A 2011-es népszámláláskor 585 lakosa volt.